# Songs from the West Coast
Songs from the West Coast es el 27º álbum de estudio de Elton John, editado en 2001 por Rocket.
El sencillo "I Want Love" fue nominado a los Premios Grammy, siendo "This Train Don't Stop There Anymore" y "Original Sin" los otros dos hits del álbum.
Entre los invitados figuran Gary Barlow, Rufus Wainwright y Stevie Wonder.
La reedición con bonus tracks de 2002 incluyó la versión de "Your Song", a dúo con el tenor Alessandro Safina.

## Lista de canciones
- Autor Elton John & Bernie Taupin.

1. "The Emperor's New Clothes" – 4:28
2. "Dark Diamond" – 4:26
3. "Look Ma, No Hands" – 4:22
4. "American Triangle" – 4:49
5. "Original Sin" – 4:49
6. "Birds" – 3:51
7. "I Want Love" – 4:35
8. "The Wasteland" – 4:21
9. "Ballad of the Boy in the Red Shoes" – 4:52
10. "Love Her Like Me" – 4:00
11. "Mansfield" – 4:56
12. "This Train Don't Stop There Anymore" – 4:39

### Bonus tracks reedición 2002
1. "Your Song" (con Alessandro Safina) – 4:21
2. "Teardrops" (con Lulu) – 4:46
3. "The North Star" – 5:32
4. "Original Sin" (Junior's Earth Mix) (Edit) – 3:55
5. "Your Song" (con Alessandro Safina) (Almighty Mix) (Edit) – 4:31
6. "I Want Love" (video)
7. "This Train Don't Stop There Anymore" (video)
8. "Your Song" (video)